# Bronze autrichien
 (avril 2019).
Si vous disposez d'ouvrages ou d'articles de référence ou si vous connaissez des sites web de qualité traitant du thème abordé ici, merci de compléter l'article en donnant les références utiles à sa vérifiabilité et en les liant à la section « Notes et références ».

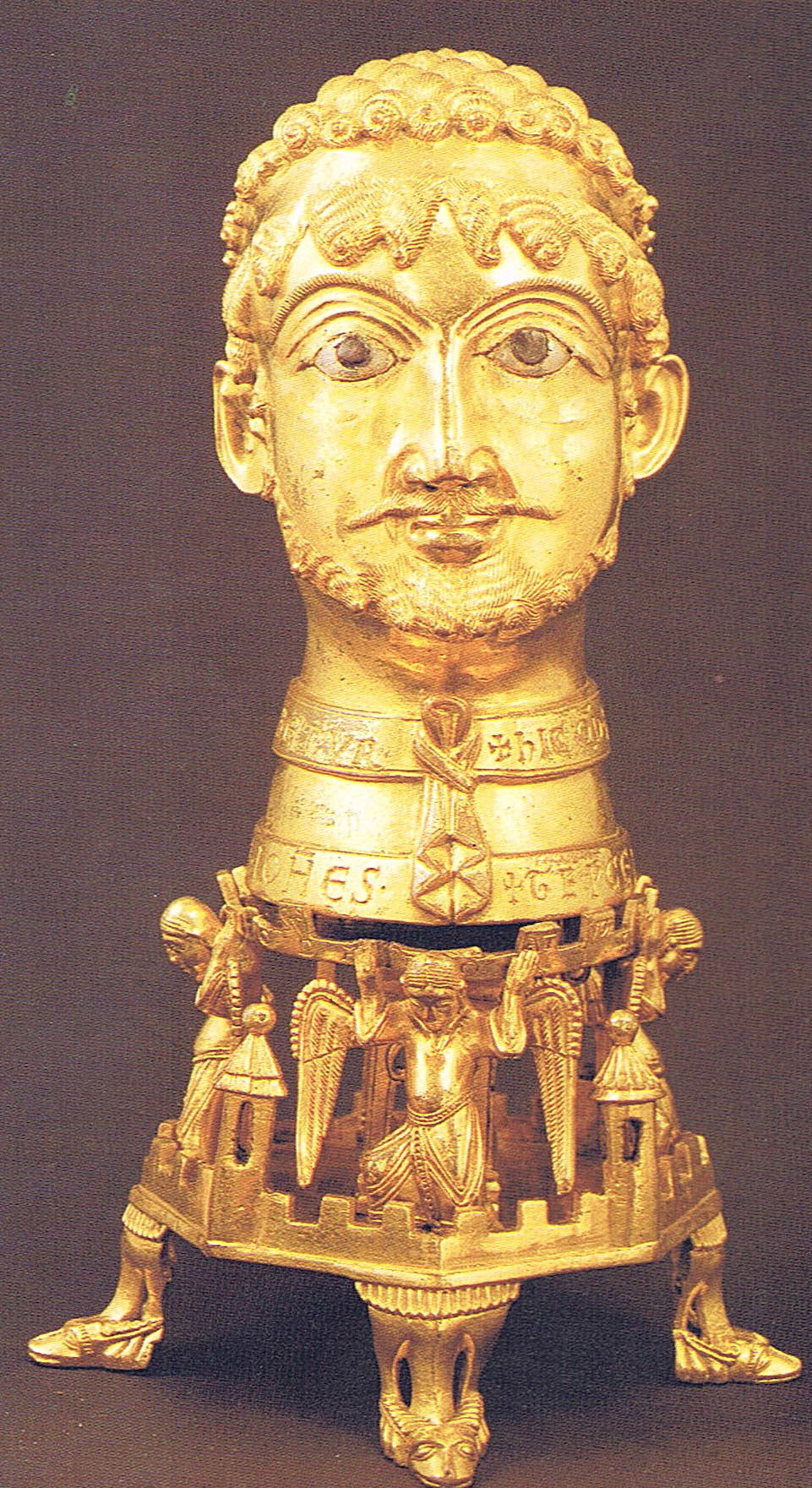
Tête en bronze autrichien de l'empereur Frédéric 1er (vers 1156).

Le bronze autrichien[source insuffisante], également connu sous les noms de bronze industriel, de laiton rouge aux États-Unis et de bronze de Vienne pour les objets artistiques[source insuffisante], est un type de bronze — un alliage de cuivre, d'étain et de zinc. Sa composition varie autour de 88 % de cuivre, 8-10 % d'étain et 2-4 % de zinc.

## Du bronze pour les armes au bronze pour les machines
L'alliage « gun metal », mis au point au XIXe siècle sous l'autorité de l'amirauté britannique, est un bronze technique au zinc du type Cu0,88Sn0,10Zn0,02. La Royal Navy constate assez vite l'usure de l'alliage d'armement, la perte de résistance et même la lente perte systématique du zinc au contact de l'eau de mer et des embruns. La solution métallurgique est alors l'ajout de 0,04 % d'arsenic à l'alliage pour limiter sa dégradation.
Les pièces britanniques d'un penny ou deux pennies, à valeur de pence(s), étaient également du cuivre légèrement bronzé au zinc et à l'étain Cu0,97Sn0,025Zn0,005.
Initialement utilisé principalement pour fabriquer des armes, telles que canons, fusils et pistolets, il est largement remplacé par l’acier. Le bronze autrichien, qui est bien adapté aux armes à feu, est résistant à la corrosion causée par la vapeur et l’eau salée et utilisé pour produire de la vapeur, des moulages hydrauliques, des vannes, des engrenages, des statues et divers petits objets, tels que des boutons. Il a une résistance à la traction de 221 à 310 MPa, une densité de 8,7, une dureté Brinell de 65 à 74 et un point de fusion d’environ 1 000 °C[réf. souhaitée].

## Usages modernes

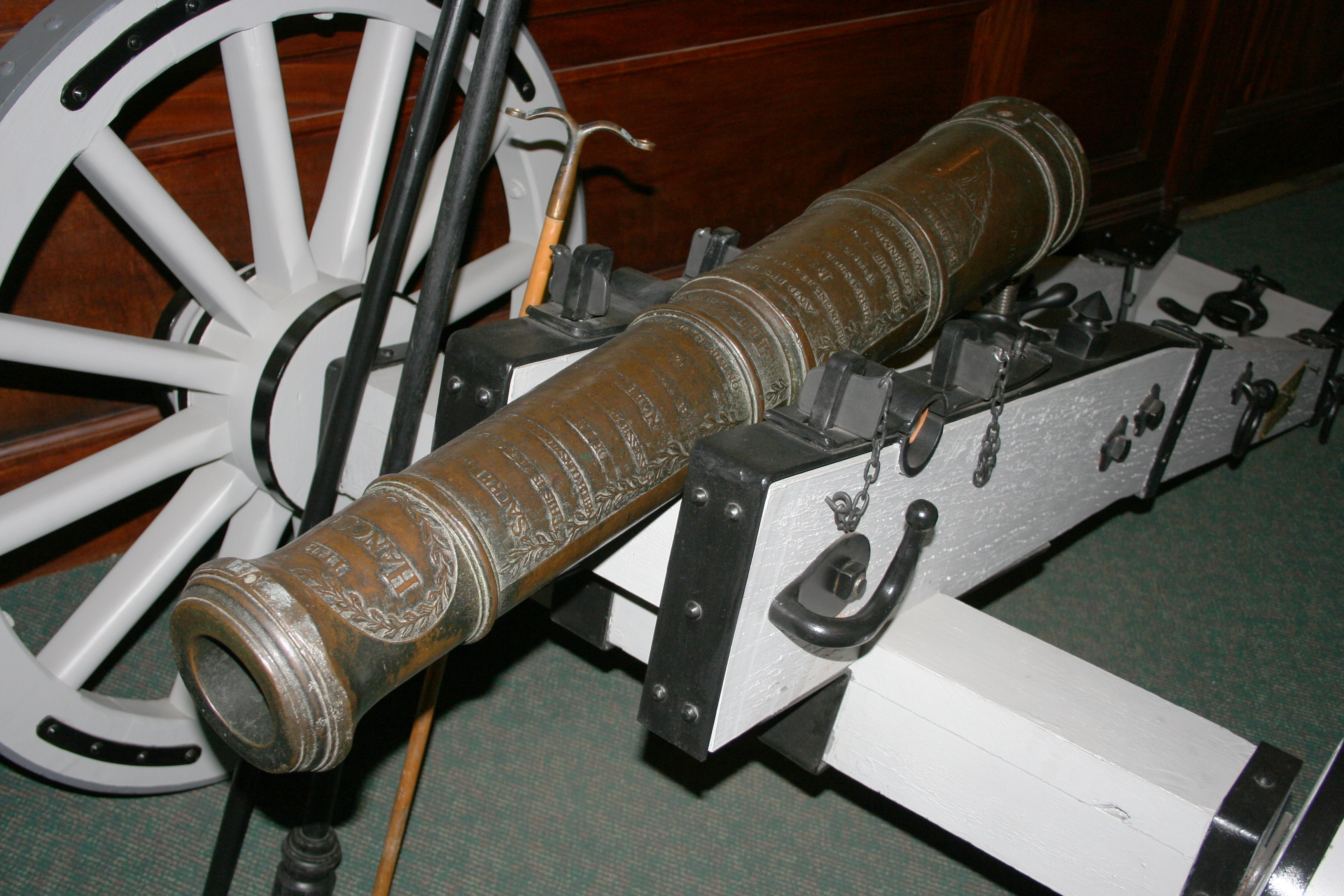
Le Hancock Cannon, un des quatre canons volés par les colons américains à l’armée britannique à Boston en 1774, à Concord (Massachusetts).
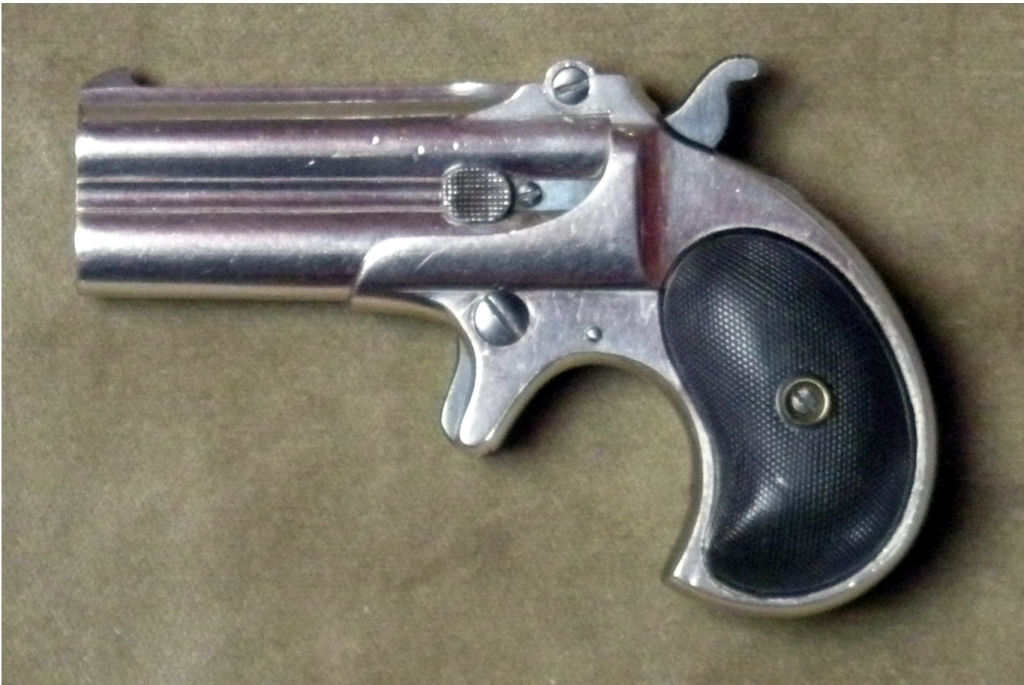
Un pistolet Derringer de Remington en bronze autrichien.
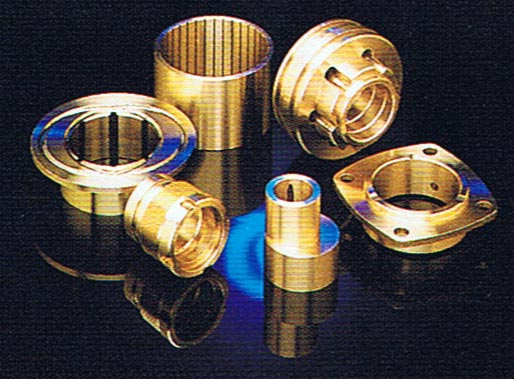
Pièces fines en cuivre-étain et cuivre-étain zinc (alliage moulé).
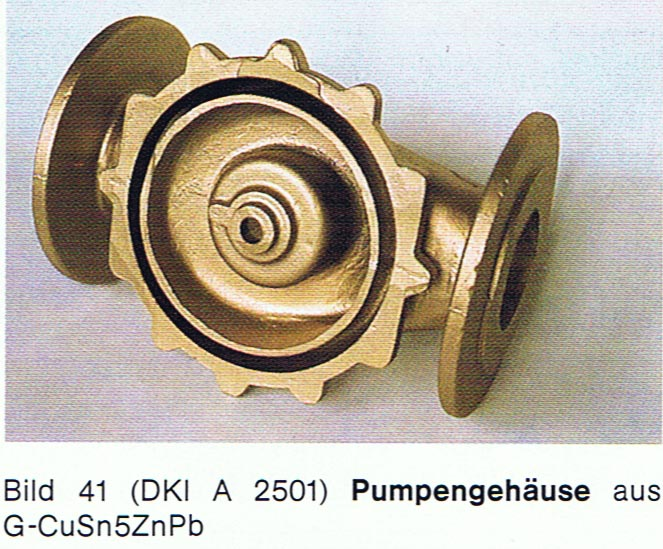
Boîtier de pompe en bronze autrichien.
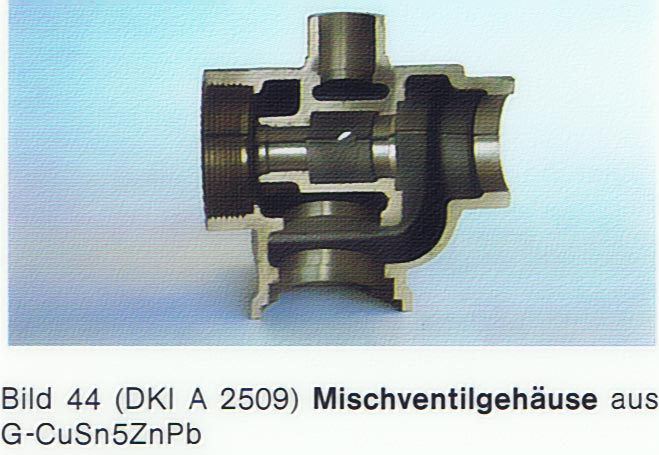
Boîtier de vannes mixtes en bronze autrichien.